# SStB Bavaria
Az SStB BAVARIA egy tehervonati gőzmozdony volt a Südliche Staatsbahnnál (SStB). A mozdony az 1851 évi Semmering-versenyre  épült. További három mozdony vett még részt  a Semmeringbahn versenyen, a SERAING, a NEUSTADT és a VINDOBONA.
A BAVARIA négy tengelye közül az első kettő egy forgóvázban helyezkedett el. A forgóváz kerekei és a háromtengelyes szerkocsi kerekei is csatlórúddal voltak összekötve. A szerkocsitengelyek a kereten belül lánckerékkel és lánccal voltak hajtva a  tűzszekrény mögötti hajtótengelyről éppúgy, mint a forgóváz tengelyei a tűzszekrény előtti csatolt tengelyről. Így a mozdony és a szerkocsi teljes súlyát tapadási súlyként lehetett használni.
Mivel a futási próbák során a mozdony teljesítménye meghaladta az előírt teljesítményparamétereket, a mozdony első helyezést ért el. Az állam a járművet 20000 dukátért megvásárolta.
A további próbafutások során (1852. január 12. és április 28. között) kiderült, hogy a lánchajtás csak néhány napig bírja az igénybevételt. Enélkül a lánchajtás nélkül azonban a BAVARIA teljesítménye egy hagyományos kétcsatlós mozdonyénak felel csak meg, így a Semmeringbahnra nem használható.
A fenti hiányosságok miatt a mozdonyt hamarosan leállították, majd leselejtezték. A nagy teljesítményű kazánt még az 1860-as évek közepéig használták stabil fűtőkazánként a Déli Vasút grazi üzemében.

## Fordítás
- Ez a szócikk részben vagy egészben  a   SStB – Bavaria című német Wikipédia-szócikk fordításán alapul.  Az eredeti cikk szerkesztőit annak laptörténete sorolja fel. Ez a jelzés csupán a megfogalmazás eredetét és a szerzői jogokat jelzi, nem szolgál a cikkben szereplő információk forrásmegjelöléseként. - Az eredeti szócikk forrásai szintén ott találhatóak.